# Santa Cristina di Tarantasca
Santa Cristina is een plaats (frazione) in de Italiaanse gemeente Tarantasca.